# Big Air Shougang
Big Air Shougang (kinesisk: 首钢滑雪大跳台) er et sportsstadion i Shijingshan-distriktet vest for Beijing centrum i Kina. Det er blevet bygget specifikt til at afholde Big Air-konkurrencerne ved Vinter-OL 2022 i Beijing.
Ved vinter-OL 2022, vil anlægget være det eneste snesportssted i Beijing sammen med et af to nye konkurrencesteder i zonen. Der vil blive konkurreret i fire konkurrencer her: Freestyle big air konkurrencen for mænd og kvinder, sammen med snowboard big air-konkurrencen for mænd og kvinder.